# Rhinocypha trifasciata
Rhinocypha trifasciata е вид водно конче от семейство Chlorocyphidae. Видът не е застрашен от изчезване.

## Разпространение
Разпространен е в Индия (Джаму и Кашмир, Западна Бенгалия, Мадхя Прадеш, Нагаланд, Утар Прадеш, Утаракханд, Химачал Прадеш и Чхатисгарх) и Непал.